# 尤里卡鎮區 (堪薩斯州格林伍德縣)
尤里卡鎮區（英語：Eureka Township）為美國堪薩斯州格林伍德縣轄下的鎮區。2010年美国人口普查中此鎮區人口有395人。

## 地理
尤里卡鎮區涵蓋總面積為150.8平方（58.23平方英里），其中陸地面積為149.2平方（57.62平方英里），水域面積為1.6平方（0.61平方英里）或1.05%。海拔高度341（1,119英尺）。

## 人口統計
根據2010年美國人口普查，尤里卡鎮區人口有395人，其中男性有197人，女性有198人，人口密度為每平方公里2.62人，住房計298戶。鎮區內的白人有372人，非裔美國人有0人，美洲原住民有6人，亞裔美國人有0人，太平洋島裔美國人有0人，其他種族有2人，混血種族則有15人。此外鎮區內有4人為西班牙裔或拉丁裔美國人。此鎮區之年齡中位數為53.1歲，而男性年齡中位數為53.3歲，女性年齡中位數為53.0歲。

## 交通

### 主要公路
- 54號美國國道